# 约定 (电视剧)
《约定》（英語：To Be With You）年在中国大陆上映的现代生活网络电视剧，导演是刘殊巧、逯军、卫立洲、巨兴茂、丁伟、王为、夏晓昀、陈权，编剧是刘成龙、杨宏伟、赵庚午、田良良、陈晨、李梓逍、夏子茗、周鉴葵、任鹏远、张忌、丘庭、九月、陈权、谢思兵，主演是乔杉、于朦胧、董勇、陆毅、韩昊霖、李雪健。2021年2月8日在爱奇艺首播。

## 剧情
该剧分作《年夜饭》、《青年有为》、《青春永驻》、《向往》、《非常夏日》、《来碗鸭血粉丝汤》六个部分，讲述中国大陆脱贫致富奔小康的故事。

## 演员
《年夜饭》
- 乔杉 出演 大周
- 张子贤 出演 马达
- 吴优 出演 棠棠
- 叶青 出演 苏婷
- 李燊 出演 小胆儿

《青年有为》
- 于朦胧 出演 陈有为
- 李墨之 出演 许萌
- 朱戬 出演 许一航
- 王若溪 出演 小米
- 韩烨 出演 萧楠
- 陈尉萌 出演 珊珊

《非常夏日》
- 景研竣 出演 刘阳

《青春永驻》
- 李嘉辉 出演 李建国

《向往》
- 周洁琼 出演 李晓荣
- 倪虹洁 出演 瓜瓜妈妈
- 樊雨洁 出演 方晓雨

《来份鸭血不加汤》
- 李雪健 出演 林河根

## 曲目
| 曲序 | 曲目                     |              | 作曲     | 歌手                                     |
| ---- | ------------------------ | ------------ | -------- | ---------------------------------------- |
| 1.   | 《约定》（主题曲）       | 何佳乐       | 何佳乐   | 张靓颖                                   |
| 2.   | 《巨浪的交响》（片尾曲） | 徐梦雅       | 刘卓     | 陈令韬、刘维、王晰、刘宇宁、丁爽、段奥娟 |
| 3.   | 《青年有为》（插曲）     | 程恢弘       | 园田芳雄 | 刘宇宁                                   |
| 4.   | 《年夜饭》（插曲）       | 陈令韬、奇才 | 陈令韬   | 陈令韬、刘九思                           |
| 5.   | 《光芒》（插曲）         | 马子良       | 陈思霓   | 丁爽                                     |
| 6.   | 《向往》（插曲）         | 程恢弘       | 园田芳雄 | 段奥娟                                   |
| 7.   | 《更好的回答》（插曲）   | 林乔、刘恩汛 | 宋涛     | 刘维                                     |
| 8.   | 《故事慢慢说》（插曲）   | 魏玉白、夏飞 | 纳小米   | 王晰                                     |